# 桂川質郎
桂川 質郎（かつらがわ しちろう、1907年〈明治40年〉3月29日 - 2003年〈平成15年〉10月24日）は、宮城県名取郡（現在の名取市）出身で伊勢ヶ濱部屋（入門時は楯山部屋）に所属した大相撲力士。本名は檀崎 質郎（だんざき しちろう）。現役時代の体格は身長170cm、体重88kg。得意手は右四つ、突っ張り、吊り。最高位は、西前頭筆頭（1937年（昭和12年）1月場所）。
引退後は夢想神伝流居合の修行に没頭し、檀崎 友彰（だんざき ともあき）と名乗った。段位は居合道範士九段、杖道範士七段、剣道教士七段。

## 来歴
1927年（昭和2年）10月場所に於いて、20歳で初土俵。四股名ははじめ、出身地の宮城県名取郡に因んだ「名取川」を名乗った。桂川の四股名は、桂太郎元首相の次男から姓をもらったものだという。
その後、1934年（昭和9年）5月場所で入幕を果たすが、幕内上位への進出は1場所（1937年（昭和12年）1月場所）のみに留まった。
1942年（昭和17年）1月場所では、15日制となってから初めて幕内で全敗を記録し、同年5月場所限りで引退した。
激しい稽古で指先は全部骨折し、そのまま放っておいたため曲がったままになった。年寄・北陣を名乗っていた頃の1944年（昭和19年）、軍隊に徴兵され、翌年上海で終戦を迎えた。軍隊では、相撲取りだったということで古参兵のビンタの対象となった。
引退後は伊勢ヶ濱部屋付きの年寄・北陣や同・岩友などとして後進の指導に当たる傍ら、一般人向けに相撲錬成道場を設立して相撲の指導普及に努めていたが、門下生が大相撲への入門を希望したのを機に1956年（昭和31年）9月に伊勢ヶ濱部屋から分家独立して木瀬部屋（元前頭筆頭の肥後ノ海が創設した、出羽海系の木瀬部屋とは別）を創設した。
1967年（昭和42年）5月に娘婿の元前頭9枚目・清の盛が引退すると、彼に木村瀬平の年寄名跡を譲渡して廃業し、以後は本郷でマンションを経営しつつ、自身が創設した相撲錬成道場や居合道の道場主となった。（相撲錬成道場は70歳手前で針ヶ谷良一に運営を譲り、現在の文京針ヶ谷相撲クラブとなった。）
2003年（平成15年）10月24日、96歳の高齢で死去。これは現在判明している限りでは、幕内まで昇進した元・力士の最高齢記録である。また、双葉山と対戦した全力士の中で、最後の生存者でもあった。

## 主な戦績
- 通算成績：185勝191敗1分26休 勝率.492
- 幕内成績：73勝111敗9休 勝率.397
- 現役在位：40場所
- 幕内在位：15場所
- 各段優勝
  - 幕下優勝：1回（1933年1月場所）

### 場所別成績
| 1927年 （昭和2年） | x                    | x                   | x                       | （前相撲）         |
| 1928年 （昭和3年） | 新序 5–1             | 西序ノ口18枚目 4–2  | 東序二段25枚目 5–1      | 東序二段25枚目 4–2 |
| 1929年 （昭和4年） | 東三段目34枚目 4–2   | 東三段目34枚目 2–4  | 東三段目34枚目 4–2      | 東三段目34枚目 4–2 |
| 1930年 （昭和5年） | 西三段目5枚目 4–2    | 西三段目5枚目 3–3   | 西幕下24枚目 4–2        | 西幕下24枚目 2–4   |
| 1931年 （昭和6年） | 西幕下19枚目 3–3     | 西幕下19枚目 1–5    | 東幕下33枚目 2–4        | 東幕下33枚目 5–1   |
| 1932年 （昭和7年） | 西幕下6枚目 6–2      | 西幕下6枚目 5–4 1分 | 西十両7枚目 3–8         | 西十両7枚目 5–6    |
| 1933年 （昭和8年） | 東幕下7枚目 優勝 9–2 | x                   | 西十両6枚目 6–5         | x                  |
| 1934年 （昭和9年） | 東十両5枚目 7–2–2    | x                   | 東前頭14枚目 7–4        | x                  |
| 1935年 （昭和10年） | 東前頭6枚目 6–5      | x                   | 西前頭3枚目 0–2–9       | x                  |
| 1936年 （昭和11年） | 東前頭12枚目 7–4     | x                   | 西前頭6枚目 6–5         | x                  |
| 1937年 （昭和12年） | 西前頭筆頭 4–7       | x                   | 東前頭6枚目 4–9         | x                  |
| 1938年 （昭和13年） | 西前頭12枚目 6–7     | x                   | 西前頭16枚目 6–7        | x                  |
| 1939年 （昭和14年） | 西前頭18枚目 6–7     | x                   | 東十両2枚目 8–7         | x                  |
| 1940年 （昭和15年） | 東前頭16枚目 9–6     | x                   | 東前頭7枚目 5–10        | x                  |
| 1941年 （昭和16年） | 西前頭9枚目 4–11     | x                   | 西前頭12枚目 3–12       | x                  |
| 1942年 （昭和17年） | 東前頭17枚目 0–15    | x                   | 西十両2枚目 引退 0–0–15 | x                  |
| 各欄の数字は、「勝ち-負け-休場」を示す。 優勝 引退 休場 十両 幕下 三賞：敢=敢闘賞、殊=殊勲賞、技=技能賞 その他：★=金星 番付階級：幕内 - 十両 - 幕下 - 三段目 - 序二段 - 序ノ口 幕内序列：横綱 - 大関 - 関脇 - 小結 - 前頭（「#数字」は各位内の序列） |                      |                     |                         |                    |

### 幕内対戦成績
| 安藝ノ海 | 0 | 2 | 旭川     | 2 | 0 | 綾川     | 2    | 0 | 綾昇   | 2 | 3    |  |  |  |
| 綾若     | 4 | 4 | 一渡     | 2 | 0 | 五ツ嶋   | 2    | 2 | 射水川 | 0 | 2    |  |  |  |
| 大八洲   | 1 | 0 | 海光山   | 1 | 0 | 鏡岩     | 0    | 1 | 笠置山 | 1 | 5    |  |  |  |
| 鹿嶋洋   | 1 | 1 | 九州山   | 0 | 1 | 錦華山   | 2    | 0 | 駒ノ里 | 2 | 2    |  |  |  |
| 相模川   | 2 | 0 | 櫻錦     | 1 | 3 | 四海波   | 1(1) | 1 | 清水川 | 1 | 0    |  |  |  |
| 鯱ノ里   | 0 | 2 | 新海     | 1 | 1 | 神東山   | 2    | 3 | 大邱山 | 2 | 5(1) |  |  |  |
| 高登     | 1 | 1 | 寳川     | 1 | 0 | 武ノ里   | 1    | 0 | 太刀若 | 0 | 2    |  |  |  |
| 楯甲     | 1 | 0 | 伊達ノ花 | 1 | 0 | 玉錦     | 0    | 1 | 筑波嶺 | 2 | 1    |  |  |  |
| 出羽ヶ嶽 | 1 | 0 | 出羽ノ花 | 2 | 4 | 出羽湊   | 3(1) | 6 | 土州山 | 3 | 0    |  |  |  |
| 十三錦   | 1 | 2 | 巴潟     | 0 | 1 | 豊嶋     | 0    | 1 | 番神山 | 1 | 1    |  |  |  |
| 肥州山   | 0 | 2 | 冨士ヶ嶽 | 0 | 2 | 藤ノ里   | 3    | 1 | 双葉山 | 0 | 1    |  |  |  |
| 防長山   | 1 | 1 | 前田山   | 0 | 3 | 増位山   | 0    | 1 | 松ノ里 | 0 | 1    |  |  |  |
| 松前山   | 2 | 0 | 三熊山   | 1 | 0 | 男女ノ川 | 0    | 4 | 武藏山 | 0 | 1    |  |  |  |
| 陸奥ノ里 | 2 | 0 | 八方山   | 0 | 1 | 倭岩     | 1    | 2 | 大和錦 | 1 | 4    |  |  |  |
| 吉野岩   | 1 | 1 | 龍王山   | 1 | 3 | 両國     | 2    | 3 | 和歌嶋 | 2 | 5    |  |  |  |

## 居合道
1938年（昭和13年）春の大相撲大阪巡業の際、通りかかった武徳殿で居合の演武を目にしてその姿に魅せられ、同年9月に東京の有信館（夢想神伝流中山博道）に入門した。中山博道の最初の言葉は「座れますか、力士は座るのが大変だから、やれますかな」であった。本場所のない時期は朝稽古が終わると、両国から本郷の有信館まで通った。大相撲を引退後、木瀬部屋の隣の土地に居合道場「研修館」を建て、居合道を指導した。
1964年（昭和39年）、東京オリンピック・デモンストレーション居合道を演武。1969年（昭和44年）には委員の一人として全日本剣道連盟居合を制定した。後年、両国国技館内の相撲博物館に日本刀を一振り寄贈した。故郷の名取市に「檀崎質郎友彰先生顕彰碑」が建碑されている。

## 年寄変遷
- 北陣（きたじん、1942年5月-1943年1月）
- 岩友（いわとも、1943年1月-1946年11月）
- 北陣（きたじん、1946年11月-1948年5月）
- 木村瀬平（きむらせへい、1948年5月-1967年5月）